# Universidade da terceira idade

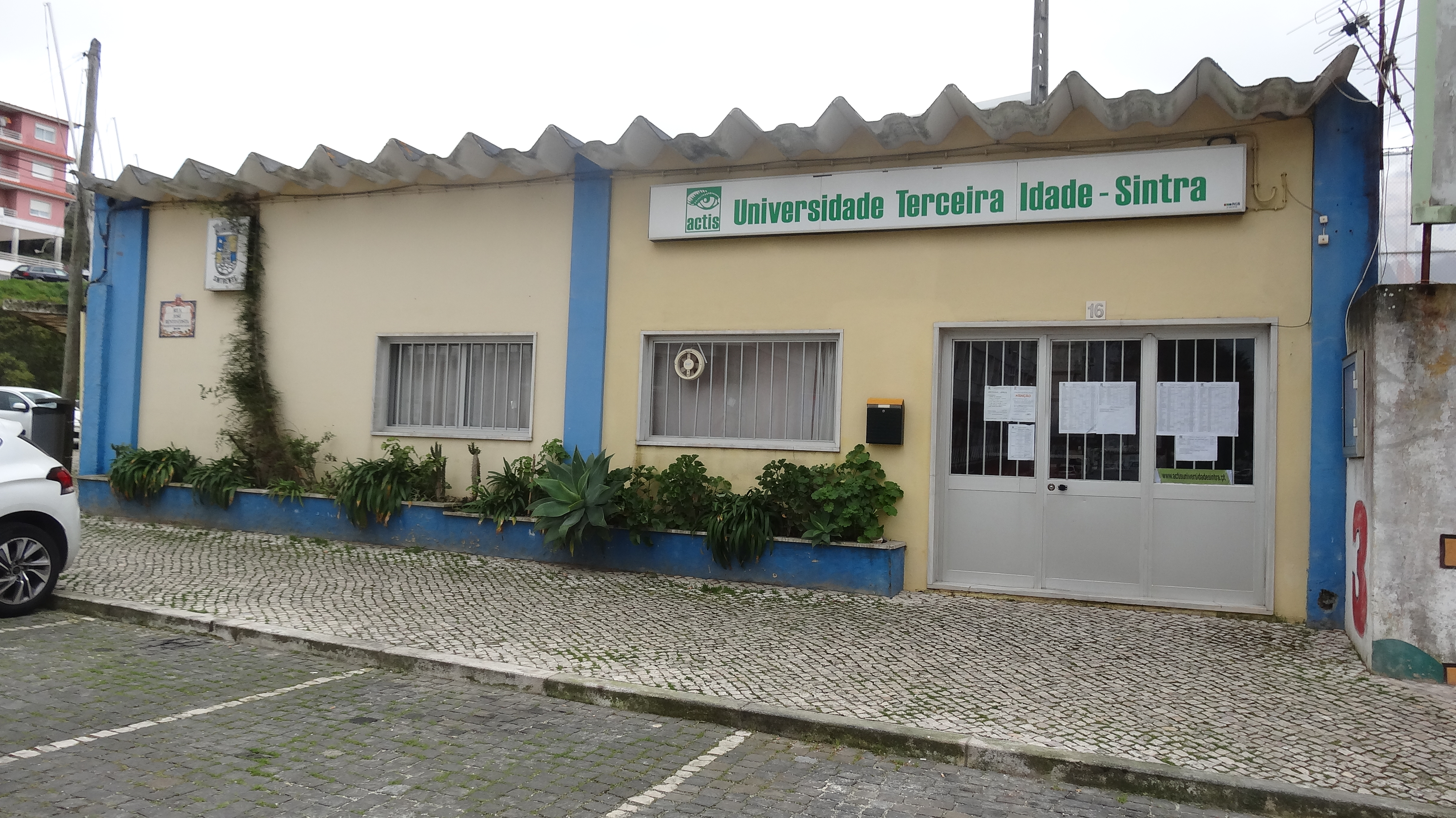
Instalações da Universidade Terceira Idade de Sintra, uma das muitas já existentes no mundo lusófono

Universidade da Terceira Idade, Universidade Sénior ou Academia Sénior é uma instituição de ensino vocacionada principalmente para os membros aposentados da comunidade, os que estão na "terceira idade" da vida. U3A é o acrónimo difundido a nível internacional para designar este tipo de instituição.
Não existe um modelo universalmente aceite de U3A. A concepção original em França como atividade universitária extramuros foi significativamente modificada no Reino Unido, onde foi reconhecido que a maioria das pessoas com idade para estarem na reforma tem algo a partilhar com os outros e a ênfase tem sido na partilha de saberes, sem ligações formais a universidades tradicionais.
Muitos países de língua inglesa seguiram esse modelo geragógico, enquanto os países da Europa continental seguiram o modelo francês.
Um website britânico da U3A refere a ligação à "Terceira Idade": "Pertencer à U3A não está relacionado a uma idade específica, mas a um período da vida (a terceira idade) após uma segunda idade de actividade profissional e responsabilidade familiar a tempo inteiro. Qualquer um na sua terceira idade se pode juntar à U3A  incluindo pessoas que estão trabalhando a tempo parcial. Não há existe limite inferior de idade para nela participar."

## História

### França
A U3A começou em França na Faculdade de Ciências Sociais de Toulouse em 1973 criada pelo Prof. Pierre Vellas. Em França, cada U3A está mais associada a uma universidade local. Este modelo académico é usado em muitos outros países, em particular na Europa continental. A associação a uma universidade tradicional gera várias oportunidades, como acesso a pessoal docente altamente qualificado, a uma variedade de opções de temas, a oportunidade para os estudantes e professores conduzirem pesquisas baseadas nas experiências profissionais, culturais ou históricas dos idosos, etc. As U3As não emitem diplomas, mas sim certificados e ensinam muitas matérias de acordo com os interesses dos grupos de estudantes idosos (geralmente 55+), tais como competências informáticas, línguas, empreendedorismo, direito hereditário, religião, política, etc. Por vezes, as U3As oferecem aos utentes formação vocacional e oportunidades formais de educação continuada.
Na década de 1990, o conceito foi alargado em França para a noção de Universidade de Todas as Idades (UTA - université tous âges) ou Universidade de Tempo Livre (UTL - université du temps libre). A UFUTA mudou o seu nome para Union Française des Universités de Tous Ages (mantendo a sigla). Alguns departamentos universitários franceses adoptaram o título de Université du Temps Libre.
A AIUTA (Associação Internacional das Universidades de Troisième Âge) (https://aiu3a.org/) é a organização internacional global e a rede de Universidades da Terceira Idade, englobando instituições da maioria dos países da Europa continental, Europa Central e do Leste, China, Rússia, América Latina, etc., incluindo Maurício e outros territórios. O presidente da AIUTA é prof. François Vellas da Universidade de Toulouse, filho do fundador da primeira U3A. 

Crescimento da adesão às U3A no Reino Unido

### Reino Unido e Commonwealth

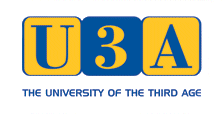
Logotipo da Third Age Trust, um órgão representativo das U3As no Reino Unido

No início dos anos 1980s, o conceito chegou ao Reino Unido, onde a sua natureza foi significativamente alterada para ser mais uma organização de auto-ajuda, sob a influência dos seus fundadores, Peter Laslett, Michael Young e Eric Midwinter. Este modelo também é usado na Austrália, Chipre, Dominica, Nova Zelândia e África do Sul. No modelo britânico de aprendizagem entre pares, reconhece-se que os aposentados têm uma vida inteira de experiência e, colectivamente, um vasto acervo de conhecimento. Isso é usado para organizar um plano de estudos para cada assunto, em que cada reunião é normalmente conduzida por um membro do grupo com um forte interesse ou conhecimento especializado nesse tema.
Cada grupo U3A paga uma taxa de filiação ao órgão coordenador nacional, The Third Age Trust, e tem acesso a uma vasta gama de recursos, incluindo uma biblioteca de multimídia, boletins (newsletters) sobre temas interesse especial e contactos com outros grupos com interesses semelhantes.  São realizadas escolas de verão por grupos de interesse específicos. Facto importante, cada grupo é uma entidade absolutamente autónoma, auto-financiada e auto-gerida. Em 2016, a U3A britânica assinalou o seu milésimo afiliado, localizado em Churchdown, Gloucestershire, havendo 950 U3As em 2015, que ofereciam 36.000 cursos para um total de 350.000 utentes.
A maioria das U3As é de natureza regional, o que levou à criação, em alguns países, de variantes da U3A. Por exemplo, em Chipre existe uma U3A, uma organização chamada C3A (Chipre Terceira Idade), que é afiliada da U3A do Reino Unido e a P3A (Terceira Idade de Paphos ).

### Europa Central e Oriental

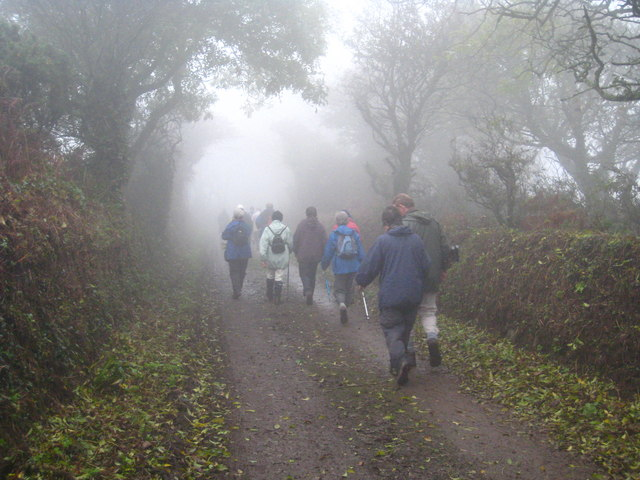
Membros de U3A andando em grupo numa caminhada campestre, em Carrick, Cornualha.

Em alguns países da Europa Central (e Oriental) foram criadas U3As desde o início deste movimento, como na Polônia, República Tcheca (anteriormente parte da Checoslováquia ) e Eslovênia. A Universidade Eslovena da Terceira Idade foi fundada por dois professores universitários em 1984 e evoluiu para se  tornar uma rede de 40 universidades em todo o país.
Há uma universidade on-line da Terceira Idade na Rússia em http://u3a.niuitmo.ru/ .

### Austrália
A primeira U3A da Austrália começou em Melbourne em 1984 e, em 2013, havia crescido para 250 U3As com aproximadamente 85.000 membros. Estas U3As são baseadas em áreas metropolitanas, regionais e rurais, e seguem o modelo britânico de auto-ajuda de ensino e aprendizagem numa ampla gama de matérias, dependendo da especialização, conhecimento e capacidades dos próprios associados.
As U3As em Nova Gales do Sul, Victoria,  Território da Capital, Austrália do Sul, Queensland e Austrália Ocidental formaram redes estaduais para apoiar as U3As no seu estado ou território com uma variedade de recursos. Cada rede tem o seu próprio site a partir do qual as U3As locais podem ser identificadas,http://www.nsw.u3anet.org.au, que também possui links para outras redes estaduais.
Em 1998, a U3A Online foi criado para fornecer cursos virtuais cognitivamente desafiadores para pessoas idosas isoladas de qualquer país. Desde então, a iniciativa foi alargada para aceitar qualquer pessoa que se considere na terceira idade. Estão disponíveis mais de 35 cursos, todos escritos e ensinados por especialistas voluntários de vários países. Em 2009, o U3A Online publicou um artigo intitulado " Iniciativas educacionais para idosos ". O artigo contém contribuições de vários líderes de U3As de todo o mundo, descrevendo a situação das U3As e de organizações afins a U3As em diferentes países. Esse documento e outros estudos de pesquisa revistos por pares, baseados no modelo Envelhecimento bem - sucedido, estão disponíveis gratuitamente em http://www.u3aonline.org.au .

### Canadá
A Rede da Terceira Idade (TAN) é muito ativa no Canadá, mas apenas na província de Ontário. Com sede na Escola de Educação Continuada G. Raymond Chang, na Universidade Ryerson, em Toronto, a rede começou em 2007 e englobava 21 instituições em 2018.
A Missão da Terceira Idade: “Promover a Aprendizagem na Terceira Idade e partilhar questões e soluções para desafios organizacionais comuns. Fazemos isso promovendo o estabelecimento de organizações que oferecem condições para os adultos mais idosos aprenderem num ambiente amigável e social e apoiando organizações de aprendizagem de adultos neste processo, ao partilhar estratégias e técnicas para atingir este objectivo.”
A TAN publica uma newsletter e organiza simpósios e fóruns em toda a organização. Também oferece ajuda a grupos locais com informações sobre palestrantes, contatos com colegas, dados sobre operações das instituições membros, incluindo honorários pagos a palestrantes, composição dos corpos dirigentes, custos de aluguel, seguro de grupo acessível, boletim informativo regular, conferências e workshops, orientação para criação de website e comunicação interna e externa.
Programa de Seniores da Universidade Simon Fraser (SFU)
A SFU foi a primeira universidade na América do Norte a criar uma série de cursos especialmente projetados para idosos no nível pós-secundário. A sua missão era fornecer programas educacionais para adultos mais idosos que correspondessem às suas características psicológicas e fisiológicas únicas.
Para ler mais, consulte esta página no site da UBC .

## Universidade Virtual da Terceira Idade
Em 1 de janeiro de 2009, após quatro anos de experiâncias e testes, a Universidade Virtual da Terceira Era (vU3A) foi lançada com a intenção de oferecer a mesma amizade, apoio e aprendizagem de que gozam os grupos off-line. A vU3A está acessível, mediante o pagamento duma pequena taxa, a qualquer pessoa, em particular àqueles que, por circunstâncias de isolamento, problemas de saúde ou outras restrições, não conseguem chegar a uma  U3A.
Toda a operação, incluindo o ensino, é dirigida por Voluntários no ciberespaço. Existe um consenso generalizado de que, não apenas a  física, mas também a actividade intelectual enriquece e prolonga a vida dos utentes. Embora dirigidas principalmente para os aposentados, muitas U3As abrem o acesso de membro a qualquer pessoa que não trabalhe a tempo inteiro, tornando-se mais inclusiva e alargando a faixa etária da associação.

## Cursos

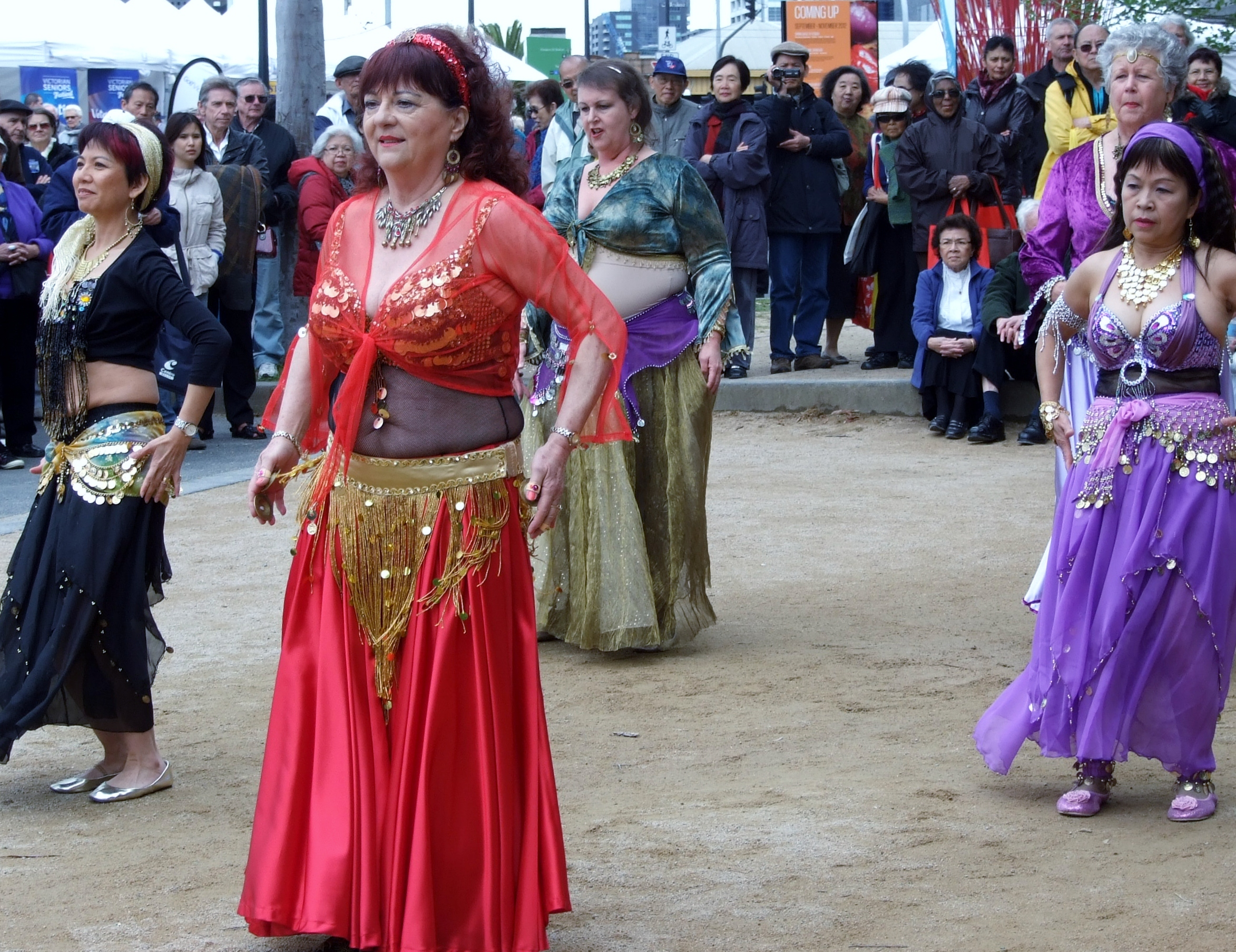
Grupo da dança do ventre da U3A de Nunawading no Carnaval da Aprendizagem de 2012, na Praça da Federação, em Melbourne.

Cursos típicos incluem Arte, Estudos Clássicos, Conversação, Informática, Artesanato, Debate, Drama, História, Línguas, Literatura, Música, Ciências, Ciências Sociais e Filosofia. Alguns grupos de estudo não têm um plano de estudos definido, recorrendo a relatos de assuntos correntes como tópico e ficando sujeitos a debates e pesquisas imediatas. Alguns grupos são concebidos para cruzar fronteiras disciplinares, por exemplo, combinando Sociedade, Tecnologia e Ciência de um modo não praticável em ambientes académicos mais formais.
Os grupos U3A estão bem posicionados para conduzir pesquisas sérias sobre história e genealogia locais. Por exemplo, um grupo em Eyemouth recolheu e expôs muitas fotografias sobre a vida e o trabalho no distrito ao longo dos anos. Alguns grupos pretendem colmatar o fosso entre gerações no campo da tecnologia da informação, abrindo um novo mundo excitante para muitos que, de outra forma, dele estariam afastados. O marketing na Internet é especialmente importante para membros em locais mais remotos.
Há também muitas atividades com menos foco educacional, incluindo Jogos, incluindo aulas e grupos de bridge duplicados; Saúde, Fitness e Lazer, incluindo caminhadas no campo; Clubes de Teatros e de Concertos, Clubes de Viagem e Dança em todas as suas formas.

## Boletim de Notícias
Muitas U3As publicam boletins informativos locais, tal como algumas das redes com interesses específico. No Reino Unido, o Third Age Trust, órgão de coordenação do Reino Unido, publica uma revista nacional. Matérias da Terceira Idade é publicada cinco vezes por ano, mais um boletim educacional chamado Sources (Fontes).
A U3A também pode proporcionar um recurso valioso ao ter em conta muitos problemas locais e nacionais. Nos seus membros incluem-se muitos com experiência e especialização em quase todas as esferas da vida e nas letras. Embora estritamente apolíticos, os membros das U3As têm tempo para refletir de forma madura sobre temas como o funcionamento de serviços públicos, o crime e o seu combate, o futuro do fornecimento de energia, o financiamento público das artes e assim por diante, e podem responder a convites para participar de consultas públicas com respostas cuidadosamente ponderadas e argumentadas.

## Nota
- Este artigo foi inicialmente traduzido, total ou parcialmente, do artigo da Wikipédia em inglês cujo título é «University of the Third Age».